# Jonny Logan
Jonny Logan è una serie a fumetti di genere umoristico e satirico, edita in Italia dall'Editrice Dardo, ideata nel 1972 da Romano Garofalo e disegnata da Leone Cimpellin che si firmava con lo pseudonimo di Ghilbert. Il fumetto con i suoi personaggi ha avuto anche una versione animata trasmessa da SuperGulp! su Rai 2. Il protagonista che dà il nome alla testata, Jonny Logan, ha il volto dell'attore Lando Buzzanca.

## Storia editoriale
La testata esordì nel luglio 1972 e venne pubblicata divisa in due serie, la prima pubblicata fino al marzo 1977 per 56 numeri e la seconda, a colori, da aprile 1977 a dicembre 1978 per 21 numeri. Nonostante l'evidente similitudine con il già affermato Alan Ford, la serie ebbe un immediato riconoscimento di critica e di pubblico per due caratteristiche di assoluta novità nel panorama del fumetto italiano: l'ambientazione delle storie in Italia e le tematiche adulte e difficili affrontate con una satira di costume rivolta a un pubblico di adolescenti. Il fumetto rivolto ai giovani tratta temi delicati dell'Italia di quegli anni come un colpo di Stato, pericolo non tanto immaginario a quei tempi oppure l'infiltrazione mafiosa nella politica, il divorzio, le tasse, l'emigrazione interna, riuscendo a rappresentare uno spaccato satirico e pungente dell'Italia e degli Italiani del tempo.

## Trama e personaggi
La serie narra le vicende di un'organizzazione di cacciatori di taglie milanesi denominata C.T. e capitanata da Jonny Logan (soprannome di Giovanni Loganetti) insieme a altri personaggi come il Professore, Ben Talpa (Benito Talponi), Dan Muscolo (Danilo Muscolotti) e il mago Magoz.

## Elenco volumi

### Prima serie
| Numero | Titolo                                            | Data pubblicazione |
| ------ | ------------------------------------------------- | ------------------ |
| 1      | C.T. Cacciatori di taglie                         | luglio 1972        |
| 2      | Colpo di stato all'italiana                       | agosto 1972        |
| 3      | La tratta dei play-boys                           | settembre 1972     |
| 4      | Chi si è fregato il Colosseo?                     | ottobre 1972       |
| 5      | Speculando... speculando...                       | novembre 1972      |
| 6      | Nerone il piromane                                | dicembre 1972      |
| 7      | La Befana meccanica                               | gennaio 1973       |
| 8      | Come Frate Vincenzo ebbe ragione di Ser Satanasso | febbraio 1973      |
| 9      | La Mafia non esiste                               | marzo 1973         |
| 10     | La famiglia Incrocchia                            | aprile 1973        |
| 11     | Non raccontate le fiabe ai ragazzini              | maggio 1973        |
| 12     | Giallo al Giro d'Italia                           | giugno 1973        |
| 13     | Vacanze movimentate                               | luglio 1973        |
| 14     | Avventura western                                 | agosto 1973        |
| 15     | Il professor Krapa                                | settembre 1973     |
| 16     | Arcibaldo Cucuzza colonnello dei C.C.             | ottobre 1973       |
| 17     | Il grande derby                                   | novembre 1973      |
| 18     | Catturate Babbo Natale vivo o morto!              | dicembre 1973      |
| 19     | Il Dittatore                                      | gennaio 1974       |
| 20     | Uno strano convento                               | febbraio 1974      |
| 21     | Lo chiamavano Austerity                           | marzo 1974         |
| 22     | Barbablù                                          | aprile 1974        |
| 23     | Favorevole o contrario?                           | maggio 1974        |
| 24     | Mefistofele                                       | giugno 1974        |
| 25     | La ballata dei petrolieri                         | luglio 1974        |
| 26     | Sogno di un giorno di mezza estate                | agosto 1974        |
| 27     | Avventura in Africa                               | settembre 1974     |
| 28     | Tartassa agente delle tasse                       | ottobre 1974       |
| 29     | Il prof. Krapa è in azione                        | novembre 1974      |
| 30     | Il segreto di Trasformik                          | dicembre 1974      |
| 31     | La bidonata                                       | gennaio 1975       |
| 32     | C'era una volta una scuola...                     | febbraio 1975      |
| 33     | La strana clinica del Dottor Squarta Squarta      | marzo 1975         |
| 34     | Il samurai degli stadi                            | maggio 1975        |
| 35     | Il santo sequestro                                | giugno 1975        |
| 36     | Fantasia dell'assurdo                             | luglio 1975        |
| 37     | Il ritorno del guerriero                          | agosto 1975        |
| 38     | Thrilling al camping                              | settembre 1975     |
| 39     | Un campagnolo a Milano                            | ottobre 1975       |
| 40     | Il capolavoro                                     | novembre 1975      |
| 41     | Il dirotta-attore                                 | dicembre 1975      |
| 42     | A Disneylandia può accadere che...                | gennaio 1976       |
| 43     | Il segreto del rag. Pistolazzi                    | febbraio 1976      |
| 44     | Il manager                                        | marzo 1976         |
| 45     | Incubo                                            | aprile 1976        |
| 46     | Il pubblicitario                                  | maggio 1976        |
| 47     | I Magnifici 4                                     | giugno 1976        |
| 48     | Il vero il falso e il resto                       | luglio 1976        |
| 49     | Il baratto                                        | agosto 1976        |
| 50     | C'era una volta il vino...                        | settembre 1976     |
| 51     | C.T. contro C.T.                                  | ottobre 1976       |
| 52     | U.F.O.                                            | novembre 1976      |
| 53     | Natale giallo                                     | dicembre 1976      |
| 54     | Il sultano                                        | gennaio 1977       |
| 55     | Il ricatto                                        | febbraio 1977      |
| 56     | La vera storia del Professore                     | marzo 1977         |

### Seconda serie
| Numero | Titolo                                  | Data pubblicazione |
| ------ | --------------------------------------- | ------------------ |
| 1      | L'origine dei C.T.                      | aprile 1977        |
| 2      | Taxi Lover                              | maggio 1977        |
| 3      | King Pong                               | giugno 1977        |
| 4      | Milano trema                            | luglio 1977        |
| 5      | La crociera del terrore                 | agosto 1977        |
| 6      | Il Predicatore                          | settembre 1977     |
| 7      | Chi è fuori è fuori, chi è dentro è...! | ottobre 1977       |
| 8      | Crudeltà loro                           | novembre 1977      |
| 9      | Il Giro del Mondo Boia                  | dicembre 1977      |
| 10     | A.A.A. Nonno Cercasi                    | gennaio 1978       |
| 11     | Ben l'invisibile                        | febbraio 1978      |
| 12     | Superghigno                             | marzo 1978         |
| 13     | Garofalo degli Spiriti                  | aprile 1978        |
| 14     | La Caccia                               | maggio 1978        |
| 15     | Una questione di forma                  | giugno 1978        |
| 16     | Il giocattolo                           | luglio 1978        |
| 17     | Superprof                               | agosto 1978        |
| 18     | Cicciobello T.V.                        | settembre 1978     |
| 19     | Cicciobello ultimo round                | ottobre 1978       |
| 20     | Superuomo                               | novembre 1978      |
| 21     | La fine di Superuomo                    | dicembre 1978      |

## Altri media
- Serie a cartoni animati trasmessa nel programma “SuperGulp!” di Rai 2.[2]